# ای‌ام‌ام (خواننده)
ای‌ام‌ام (به انگلیسی: EMM) با نام کامل اما نوریس (به انگلیسی: Emma Norris) (زاده ۲۰ فوریهٔ ۱۹۹۱) خواننده و ترانه‌سرا آمریکایی است.